# Lee Byeong-heon
Lee Byeong-heon (* 23. Juli 1980) ist ein südkoreanischer Filmregisseur und Drehbuchautor. Mit der Komödie Extreme Job – Die Spicy-Chicken-Police veröffentlichte er 2019 den mit über 16,2 Millionen Kinobesuchern zweiterfolgreichsten Film des südkoreanischen Kinos. Seit 2008 tritt er als Drehbuchautor für Film und Fernsehen in Erscheinung, seit 2012 ist er auch als Regisseur aktiv.

## Filmografie (Auswahl)

### Filme
- 2015: Twenty (스물 Seumul)
- 2018: What a Man Wants (바람 바람 바람 Baram Baram Baram)
- 2019: Extreme Job – Die Spicy-Chicken-Police (극한직업)

### Fernsehserien
- 2016: Be Positive (긍정이 체질 Geungjeongi Chejil)
- 2019: Be Melodramatic (멜로가 체질 Melloga Chejil)

## Auszeichnungen
The Korea Film Actors Association Awards 2015
- Auszeichnung in der Kategorie bester neuer Regisseur für Twenty